# بوب بينيت (ملحن)
بوب بينيت (بالإنجليزية: Bob Bennett)‏ هو ملحن ومغن مؤلف أمريكي، ولد في 21 مارس 1955 في داوني في الولايات المتحدة.

## وصلات خارجية
- الموقع الرسمي
- بوب بينيت على موقع ميوزك برينز (الإنجليزية)
- بوب بينيت على موقع ديسكوغز (الإنجليزية)